# Île de loisirs des Boucles de Seine
L'île de loisirs des Boucles de Seine est une base de plein air et de loisirs située sur les communes de Moisson et Mousseaux dans le département des Yvelines. Elle est l'une des 12 îles de loisirs de la région Île-de-France.
Elle est située à 70 km de Paris, à 18 km de Mantes-la-Jolie et à 19 km de Vernon.

## Présentation
L'île de loisirs des Boucles de Seine a été ouverte au public en 1978. Elle s'étend sur 325 hectares dont un plan d'eau de 120 hectares, ce qui en fait le plus grand plan d’eau des îles de loisirs de la Région.
Elle dispose de deux entrées automobiles ainsi que deux entrées piétons. Mille places de stationnement automobile y sont proposés.
Bien qu’une partie de la base ne soit pas aménagée et reste boisée ou en friche, elle est entièrement clôturée à la fois pour éviter la fraude à l’entrée et éviter les dégradations causées au golf par les intrusions de gibiers. Le site bénéficie d'un classement Natura 2000.

## Gestion
L'île de loisirs est, comme toutes celles d’Ile-de-France, propriété de la Région, qui la gère via un syndicat mixte (SMEAG). Elle est ouverte au grand public de 9 h à 19 h en haute saison. L'entrée est payante et donne accès à la baignade surveillée.
La base emploie environ soixante salariés en pleine saison et est fréquentée par environ 39 000 visiteurs par an. Le nombre de visite atteint son pic durant les mois de juillet et août avec 38 % de la fréquentation annuelle (1 600 visiteurs par semaine). 30 % des visiteurs résident dans une commune située à moins de 10 km de l'île.

## Activités

### Activité aquatique et nautique
- Baignade surveillée
- Planche à voile
- Catamaran, optimist, dériveur, école de voile
- Canoë-kayak
- Pédalo
- pêche (carpe de nuit et carnassiers)

### Activités terrestre
- Centre d'initiation au golf, parcours 18 trous et 6 trous compact, un practice couvert et putting green
- Minigolf
- Tennis extérieurs et couverts
- Tir à l'arc
- Aires multisports : terrains de volley-ball, football, basket-ball, handball, etc.
- Aires de jeux
- accrobranche
- Parcours d’orientation
- VTT
- Animations et jeux de plein air

### Hébergement et restauration
L'île dispose d'une offre de restauration avec une cafétéria self-service, un bar et d'un restaurant lié au golf.
La partie hébergement comprend 73 lits en chambres et 23 lits en studios. Le camping est possible pour les groupes. Quatre salles sont disponibles à la location.